# Dirk Lewandowski

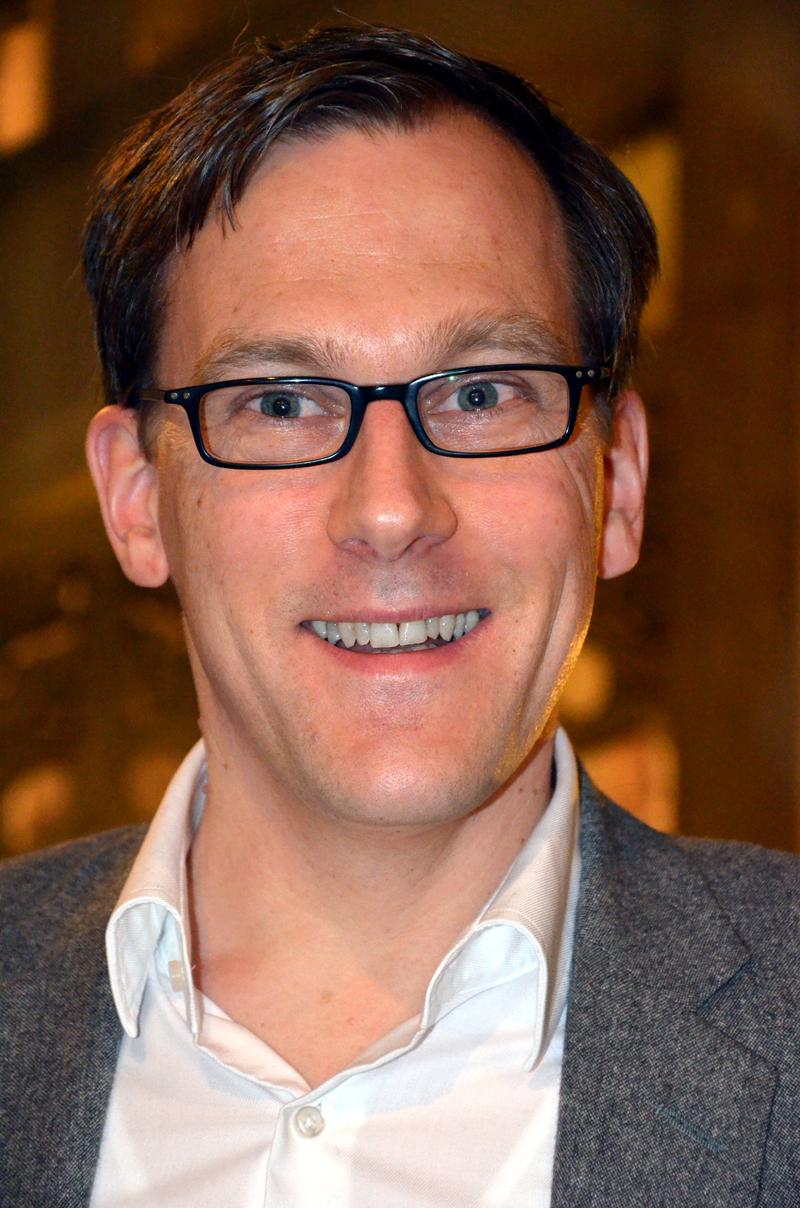
Dirk Lewandowski (2014)

Dirk Lewandowski (* 1973) ist ein deutscher Informationswissenschaftler.

## Beruflicher Werdegang
Lewandowski hat einen Abschluss in Bibliothekswissenschaft von der damaligen Hochschule für Bibliotheks- und Informationswesen (HBI) Stuttgart (heute: Hochschule der Medien Stuttgart). Darüber hinaus studierte er Medienwissenschaft, Philosophie und Informationswissenschaft an der Heinrich-Heine-Universität Düsseldorf. 2005 promovierte er an der Heinrich-Heine-Universität. Im Jahr 2007 wurde er zum Professor an der Hochschule für Angewandte Wissenschaften Hamburg für Informationswissenschaft und Information Retrieval an der Hochschule für Angewandte Wissenschaften Hamburg ernannt.
Von 2019 bis 2020 war er Präsident der europäischen Sektion der Association for Information Science and Technology (ASIS&T-EC). Und von 2013 bis 2020 war er Chefredakteur des ASLIB Journal of Information Management.
Lewandowski war als Sachverständiger u. a. für den High Court of Justice (England and Wales) und den Deutschen Bundestag tätig und ist eine der führenden Persönlichkeiten der Open Web Index Initiative, die das Bewusstsein für die Notwendigkeit der Schaffung eines offenen und öffentlichen Webindex schärft.

## Forschungsinteressen
Forschungsschwerpunkte von Dirk Lewandowski sind die Informationssuche im Web, das Nutzerverhalten von Suchmaschinennutzern und die Rolle von Suchmaschinen in der Gesellschaft. Seine Arbeiten wurden in renommierten informationswissenschaftlichen Fachzeitschriften veröffentlicht, darunter JASIST, Journal of Information Science und Journal of Documentation.
Dirk Lewandowski ist Autor des Buchs „Suchmaschinen verstehen“ und Herausgeber mehrerer Suchmaschinen-Handbücher.

## Publikationen (Auswahl)

### Bücher
- Lewandowski, D.: Suchmaschinen verstehen. Heidelberg: Springer, 3., vollständig überarbeitete und erweiterte Auflage 2021. https://doi.org/10.1007/978-3-662-63191-1

- Kuhlen, R.; Lewandowski, D.; Semar, W.; Womser-Hacker, C. (Hrsg.): Grundlagen der Informationswissenschaft. 7. Ausgabe. Berlin: De Gruyter, 2023. https://doi.org/10.1515/9783110769043

### Aufsätze
- Lewandowski, D.; Schultheiß, S. (2022): Public Awareness and Attitudes Towards Search Engine Optimization. Behaviour & Information Technology. https://doi.org/10.1080/0144929X.2022.2056507
- Lewandowski, D.; Sünkler, S.; Yagci, N. (2021): The Influence of search engine optimization on Google’s results: A multidimensional approach for detecting SEO. Proceedings of the 13th ACM Web Science Conference, (pp. 12-20). https://doi.org/10.1145/3447535.3462479
- Schultheiß, S.; Linhart, A.; Behnert, C.; Rulik, I.; Lewandowski, D. (2020): Known-item searches and search tactics in library search systems: Results from four transaction log analysis studies. Journal of Academic Librarianship 46(5), article 102202. https://doi.org/10.1016/j.acalib.2020.102202
- Lewandowski, D. (2019). The web is missing an essential part of infrastructure: An Open Web index. Communications of the ACM, 62(4), 24–27. https://doi.org/10.1145/3312479
- Lewandowski, D.; Kerkmann, F.; Rümmele, S.; Sünkler, S. (2018): An empirical investigation on search engine ad disclosure. Journal of the Association for Information Science and Technology 69(2018)3, 420-437. https://doi.org/10.1002/asi.23963
- Lewandowski, D. (2016): Perspektiven eines Open Web Index. Information Wissenschaft und Praxis 67(2016)1, 15-21. https://doi.org/10.1515/iwp-2016-0020
- Lewandowski, D. (2008): The retrieval effectiveness of Web search engines: considering results descriptions. Journal of Documentation 64(2008)6, 915-937. https://doi.org/10.1108/00220410810912451
- Lewandowski, D.; Mayr, P. (2006): Exploring the Academic Invisible Web. Library Hi Tech 24(2006)4, 529-539. https://doi.org/10.1108/07378830610715392